# Frey

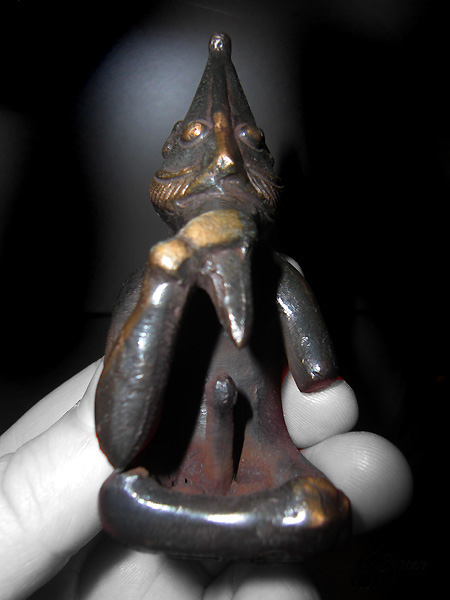
Estatueta de Frey com o seu típico falo.

Frey, Frej, Freyr ou Freir é um deus nórdico do clã dos Vanes, geralmente representado como belo e com o falo à mostra, de acordo com os achados arqueológicos. É a divindade da prosperidade, das boas colheitas e da agricultura, dos casamentos e da fertilidade, da alegria e paz. 
É filho do deus Njörð e irmão gémeo da deusa Freyja, e está casado com a gigante Gerda.

O deus Frey encarnou também a figura humana do rei Ínguino (Yngve), fundador da lendária Dinastia dos Inglingos, que teria alegadamente regido a terra dos Suíones (Suídia) do século I ao VII.
É o soberano de um mundo chamado Álfheim, reino dos elfos da luz (ljósálfar), que são os responsáveis pelo crescimento da vegetação. O Skirnismál (“A Balada de Skirnir”) nos informa que Frey é filho de Njörðr (Njord), o deus da fertilidade. Pertence  portanto ao clã dos deuses Vanïr. Seu cavalo salta qualquer obstáculo e a sua espada mágica, forjada por anões, move-se sozinha nos ares desferindo golpes mortais, mesmo se for perdida em combate. É senhor de um javali de ouro chamado Gulinbursti, criação dos anões Brokk e Sindri, que conduz um carro como se fosse puxado por cavalos, e cujo brilho reluz na noite. Tem também um navio, Skidbladnir (Skidbladnir), que é tão grande que nele cabem todos os deuses, mas pode ser dobrado e guardado na algibeira. É uma das mais antigas divindades germânicas junto com Freyja e Njörðr, e seu nome significa “senhor".
Apesar de ser um deus pacífico, Frey está destinado a lutar contra Surtur na batalha de Ragnarok. Nesta luta não poderá utilizar a sua espada mágica, porque a deu ao seu escudeiro, Skirnir.

## Culto
Parece que ele inspirou particularmente devoção na Suécia, como evidenciado por estátuas eróticas e amuletos, e pela tradição de procissões de carruagem no estilo de Nerthus, a deusa descrita por Tacitus em sua Germânia, de grande devoção desde a Idade do Bronze no Oeste Germânico. Segundo Adão de Bremen, havia na velha Uppsala um templo com as estátuas de três deuses - Thor, Freyr e Odin. Na Islândia, Frey era ocasionalmente chamado de Síagoð ("o deus sueco"). Ele era aparentemente popular também na própria Islândia, em Trondelag (Noruega) e na Dinamarca. O culto de Frey deve ter alcançado a Noruega e a Islândia através da Jutlândia (Dinamarca), em cujo lago central, o lago Stor (Störsjön), ficam as ilhas de Norderön e Frösön (ilha de Njörðr e ilha de Freyr respectivamente).

### Atualidade
Na atualidade seu culto permanece, nos movimentos religiosos pagãos de matriz germânica, como o heathenismo.